# Antun Šojat (jezikoslovac)
Antun Šojat (Zagreb, 13. lipnja 1928. – Zagreb, 9. lipnja 2012.) hrvatski jezikoslovac, vrsni kajkavolog

## Životopis
Diplomirao je 1954. godine Narodni jezik i književnost na Filozofskom fakultetu u Zagrebu, doktorirao je 1964. godine tezom "Kajkavski govori u Turopolju". Otada pa sve do svoje smrti bavio se kajkavskim suvremenim povijesnim idiomom. Bio je stipendist Humboldtove zaklade dva puta. Radio je u Institutu za jezik (danas Institut za hrvatski jezik i jezikoslovlje) od 1956. do umirovljenja 1998. godine. Od 1977. do 1982. godine bio je ravnatelj toga Instituta. Uz kontinuiran terenski rad surađivao je na Općeslavenskom i na Hrvatskom dijalektološkom atlasu. Posljednja knjiga koju je napisao je Kratki navuk jezičnice horvatske, gdje je proveo analizu kajkavskoga književnoga jezika te uobličio svojevrsnu gramatiku toga jezika. Istraživao je također zagrebačku kajkavštinu kao svojevrstan sociolekt različitih jezičnih utjecaja i prožimanja.
Bio je potpredsjednikom Hrvatskog filološkog društva (1973. – 1975.), a od 1975. do 1978. bio je njegovim predsjednikom. Član suradnik Hrvatske akademije u Razredu za filološke znanosti bio je od 1980. godine.

## Nagrade i priznanja
- Godine 1991. nagrađen je Državnom nagradom "Bartol Kašić" za istaknutu znanstvenu djelatnost
- 1999. odlikovan je Redom Danice hrvatske s likom Ruđera Boškovića

## Nepotpun popis djela
- Zagrebački kaj: govor grada i prigradskih naselja, Institut za hrvatski jezik i jezikoslovlje, Zagreb, 1998., ISBN 953-6637-01-4
- Kratki navuk jezičnice horvatske: jezik stare kajkavske književnosti, Institut za hrvatski jezik i jezikoslovlje, Kajkavsko spravišče, Zagreb, 2009., ISBN 978-953-6637-38-6
- O zagrebačkom kajkavskom govoru, Zavod za jezik IFF, Zagreb, 1979.
- Turopoljski govori, Plemenita opčina Turopolje, Velika Gorica, 2010., ISBN 978-953-99085-1-3